# 板城镇 (宽城县)
板城镇，是中华人民共和国河北省承德市宽城满族自治县下辖的一个乡镇级行政单位。

## 行政区划
板城镇下辖以下地区：
下板城村、椴树沟村、土牛子村、上板城村、北沟村、山西村、岔沟村、南沟村、峡沟村、双庙村、西村、安达石村、西李杖子村、崖门子村、东杖子村、荞麦峪村和尖山子村。